# Коттл, Тамека
Таме́ка Коттл-Поуп (англ. Tameka Cottle-Pope; 14 июля 1975, Колледж-Парк, Джорджия, США) — американская певица и автор песен.

## Биография
Тамека Коттл-Поуп родилась 14 июля 1975 года в Колледж-Парке (штат Джорджия, США) в семье Чарльза Поупа (1937—2013) и Дайанн Коттл-Поуп.
Тамека начала свою музыкальную карьеру в 1992 году, когда она присоединилась к женской музыкальной R’n’B-группе «Xscape», которую она покинула 13 лет спустя — в 2005 году. В том же году, в котором Коттл покинула группу, она начала сольную музыкальную карьеру.
В 1992—1998 года Тамека состояла в фактическом браке с Зонни Зебо Паллинсом. У бывшей пары есть дочь — Зонник Джэйли Паллинс (род.20.03.1996).
С 31 июля 2010 года Тамека замужем за рэпером T.I., с которым она встречалась 9 лет до их свадьбы. У супругов четверо детей: сын Кинг С’Андре Харрис (род.25.08.2004), дочь Лайя Амур Харрис (была мертворождённой 21.03.2007), ещё один сын Мейджор Филент Харрис (род.16.05.2008) и ещё одна дочь — Эресс Дайана Харрис (род.26.03.2016). В декабре 2016 года Коттл подала на развод.